# Orizonte
Orizonte (« horizon » en corse) est un groupe de musique corse créé par les frères Jean-Marie et René Andreuccetti au début des années 1980.
Originaire de la région bastiaise, le groupe s'inscrit aussi bien dans la tradition que dans la modernité dans un style allant du chant traditionnel corse aux influences hispaniques.
La structure du groupe qui a évolué au fil du temps a comme pierre de voute les frères Jean Marie et René qui sont à la fois auteurs, compositeurs, interprètes, choristes, et guitaristes.

## Discographie
- 2002 - Una terra
- 2000 - Liberi
- 1998 - Mondi
- 1997 - Live Bobino Voce è ritmi
- 1995 - Testa Mora
- 1993 - Messageri
- 1992 - A Bandera
- 1989 - Sognu